# Веретено

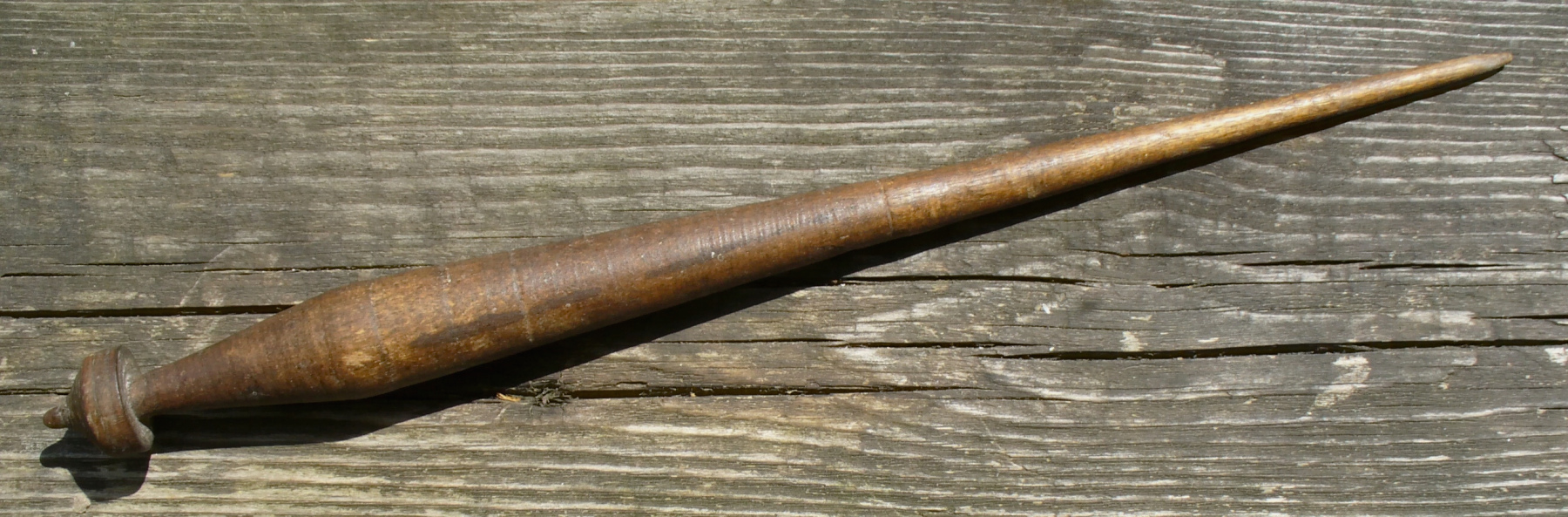
Веретено

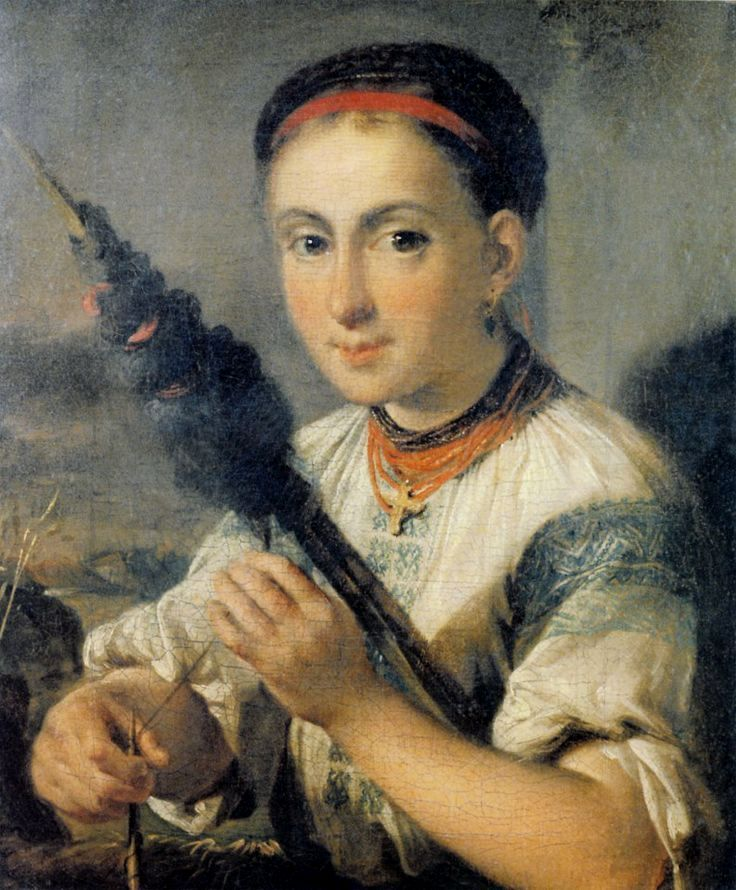
В. А. Тропінін, «Дівчина з веретеном»

Верете́но, заст. хвук — ручне знаряддя для прядіння, що становить собою тонку паличку з видовженими загостреними кінцями і потовщенням посередині. Намотування нитки стається внаслідок обертального руху веретена, якого їй надає пряха. Веретено походить із найдавніших часів, і його знаходять в Єгипті на пам'ятках фараонівської доби. Веретено завжди було емблемою жіночої праці і знаходилося поміж атрибутами богині Афіни.

## Опис
Веретено має потовщену середню частину — пузце, загострений верхній кінець — шпинь, і нижній — п'ятку. Під потовщенням знаходиться перехват — шийка. У гуцулів побутували дещо інші назви: гострий верхній кінець — спінь, середня частина — черево, перехват — затинка, нижній кінець — гуска (гузка). На нижній частині кріпився дерев'яний диск — кочальце. На нижній кінець веретена також могли надівати глиняний або кам'яний тягарець — прясельце. Намотану на веретено пряжу називали почи́нком.

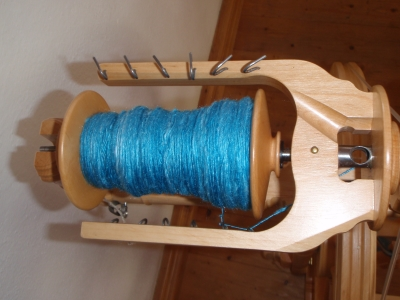
Веретено самопрядки

Веретено самопрядки, на відміну від веретена ручної прядки, має досить складну будову і складається з вилки, котушки й двох шківів. Окрім того, «веретеном» також раніш називали вісь колеса такої прядки, споряджену кривошипом.
Для перемотування пряжі з веретена на мотовило використовували спеціальний прилад — вереті́нник. Він складався з вилки (розсохи), закріпленої на чотирикутній дерев'яній підставці (лавиці), на ріжки вилки надівалася дошка з трьома отворами (правило). Гострий кінець веретена вставляли у середній отвір правила, а тупий впирався в місце розгалуження вилки. Далі нитку тягнули за кінець, веретено оберталося і пряжа розмотувалася. Пряжу змотували в пасма по 30-35 м, перев'язуючи їх ниткою-перев'язкою — пасемком, пасемником.

## Символізм
Завдяки своєму гострому закінченню, а також слині, якою прядильниці змочують пряжу, веретено набуло значення оберега проти нечистої сили. У 1742 р. в дубенському магістраті оскаржено Параску Янушевську за чари. Через те, що вона, прийшовши до церкви в мучеників Макавеїв, щоб як зазвичай святити зілля, всунула в нього й веретено, перев'язане червоною стрічкою. Магістрат зажадав від неї пояснень, але Янушевська зникла, і на суд не з'явилася. (В. Б. Антонович «Чари в Україні» с. 74).
У давньогрецькій міфології вісь світу — веретено, що обертається між колінами Ананке. На веретено фатуму пряли нитку людського життя мойри (у давньоримській міфології парки).
Образ веретена у казках — фалічний символ. У казках, укол чарівного веретена викликає непробудний сон.

## Інше
- Шпиндель — назва веретена в сучасних механізмах і машинах (у тому числі прядильних)
- Веретеном називається вісь чи вал у багатьох старовинних пристроях і механізмах (вітряку, водяному млині, самопрядці, гончарному крузі та ін.).